# Vresse-sur-Semois
Vresse-sur-Semois est une commune francophone de Belgique située en Région wallonne dans la province de Namur, ainsi qu’une localité où siège son administration.
Sa langue traditionnelle était l'ardennais, dialecte septentrional du champenois.

## Géographie
Les communes limitrophes sont Bouillon.
La commune est délimitée au sud et à l'ouest par la frontière française, ainsi que par la province de Luxembourg au sud-est. Elle est traversée par la Semois, un affluent de la Meuse et occupe l'extrémité sud de la province de Namur.
Le Parc national de la Vallée de la Semois est situé au sud de la province de Namur et au sud-ouest de la province de Luxembourg sur le territoire des huit communes de Bertrix, Bouillon, Chiny, Florenville, Herbeumont, Paliseul, Tintigny et Vresse-sur-Semois . Ses sites naturels font partie du réseau Natura 2000.
La commune se compose de douze sections ou anciennes communes et de plusieurs hameaux.

### Sections
| #  | Nom        | Superficie. (km²) | Habitants (2020) | Habitants par km² | Code INS |
| -- | ---------- | ----------------- | ---------------- | ----------------- | -------- |
| 1  | Vresse     | 4,11              | 168              | 41                | 91143A0  |
| 2  | Laforêt    | 7,90              | 105              | 13                | 91143A1  |
| 3  | Membre     | 3,85              | 168              | 44                | 91143A2  |
| 4  | Alle       | 9,19              | 561              | 61                | 91143B0  |
| 5  | Mouzaive   | 5,07              | 108              | 21                | 91143B1  |
| 6  | Chairière  | 6,74              | 226              | 34                | 91143B2  |
| 7  | Sugny      | 25,49             | 444              | 17                | 91143C0  |
| 8  | Pussemange | 3,45              | 71               | 21                | 91143C1  |
| 9  | Bagimont   | 3,38              | 38               | 177               | 91143C2  |
| 10 | Bohan      | 14,11             | 294              | 21                | 91143D   |
| 11 | Orchimont  | 11,38             | 168              | 15                | 91143E   |
| 12 | Nafraiture | 6,30              | 228              | 36                | 91143F   |

### Communes limitrophes
|                     | Gedinne             |                 |
| Canton de Sedan-Est | Vresse-sur-Semois   | Bièvre Bouillon |
|                     | Canton de Sedan-Est |                 |

### Géographie du village
Le village de Vresse-sur-Semois se situe au confluent de la Semois et du Ruaumolin. L'altitude du village est d'environ 180 mètres.

## Population et évolution de son chiffre

### Démographie: Avant la fusion des communes
- Source: DGS recensements population
- 1970: Annexion de Laforêt et Membre en 1965

### Démographie: Commune fusionnée
En tenant compte des anciennes communes entraînées dans la fusion de communes de 1977, on peut dresser l'évolution suivante:
Les chiffres des années 1831 à 1970 tiennent compte des chiffres des anciennes communes fusionnées.
- Source: DGS , de 1831 à 1981=recensements population; à partir de 1990 = nombre d'habitants chaque 1 janvier[3]

## Héraldique
|  | La ville possède des armoiries octroyées le 29 septembre 2000. Elles combinent des éléments des armoiries de Seigneurs d'Ochrimont dans sa moitié inférieure et des éléments des armoiries des derniers Seigneurs de Vresse, les Princes de Löwenstein-Wertheim. Blasonnement : Tranché : au 1 d'argent au lion léopardé de gueules, couronné d'or, passant sur un rang de quatre rochers de sinople, mouvant du tranché ; au 2 de gueules à la bande coticée d'argent. Source du blasonnement : Heraldy of the World. |

## Politique et administration

### Conseil et collège communal 2024-2030
| Collège communal   |                           |     |
| ------------------ | ------------------------- | --- |
| Bourgmestre        | Arnaud Allard             | ECD |
| 1er Échevine       | Romane Douny              | ECD |
| 2e Échevine        | Isabelle Maroit           | ECD |
| 3e Échevin         | Yves-Marie Theret         | ECD |
| Présidente du CPAS | Véronique Liegeois-Soenen | ECD |

## Histoire

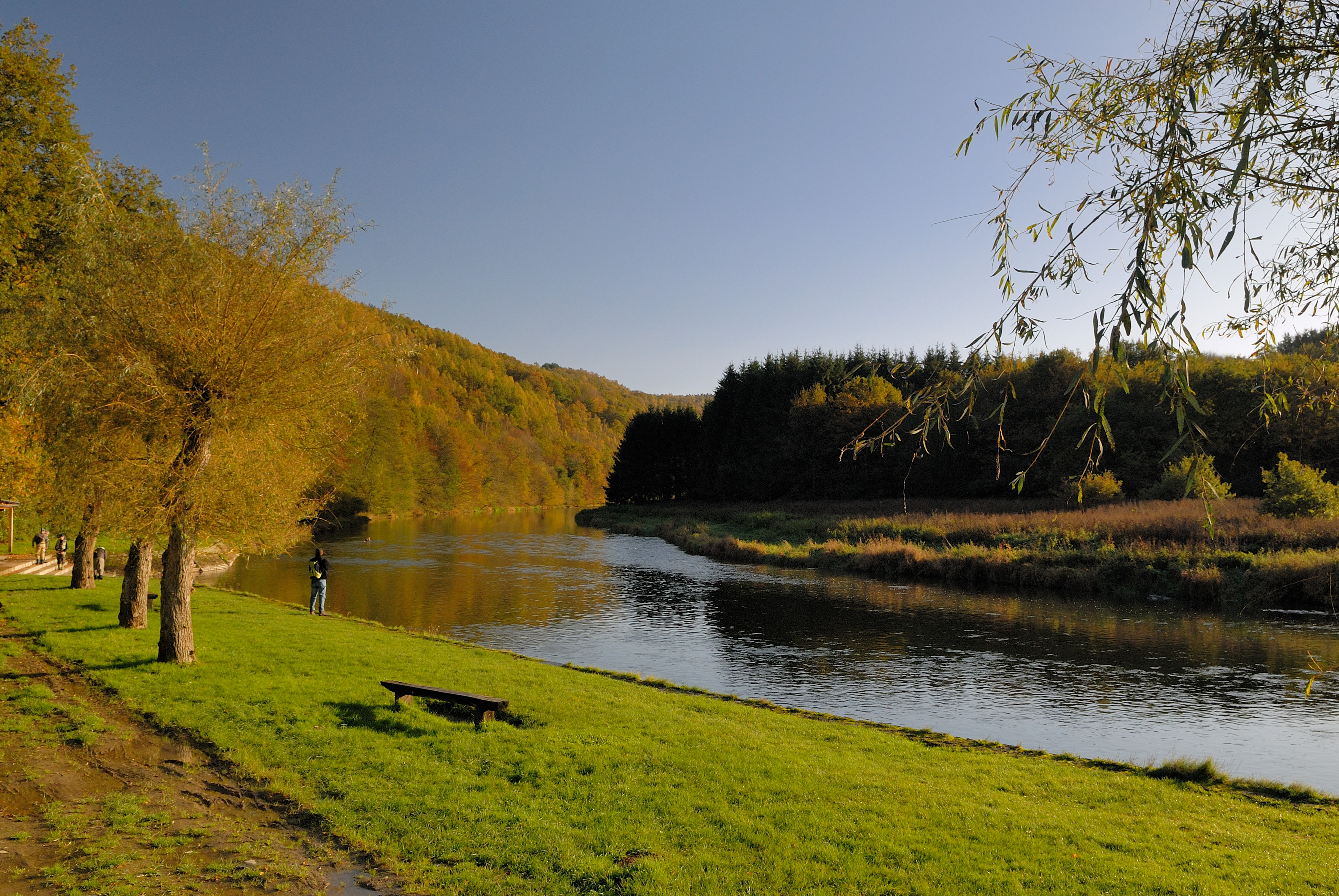
La Semois.

Au cours de la Seconde Guerre mondiale, le 12 mai 1940, Vresse est prise par les Allemands de la 2e Panzerdivision du Generalmajor Rudolf Veiel. Du fait que les Alliés ont fait sauter le pont, le passage de la Semois s'effectue sur un pont construit rapidement (un second sera plus tard mis en place) par les pionniers du Pionier-Bataillon 70, édifice provisoire qui supporte mal le passage des chars, et doit ainsi être régulièrement entretenu, aussi les Allemands font passer des chars à gué, manœuvre longue du fait des berges abruptes de la rivière. Ceci cause de nombreux retards dans la nuit pour la division qui doit effectuer la traversée de la Meuse le 13 mai 1940 à Donchery, à l'ouest de Sedan, qu'elle réussira néanmoins après de nombreuses difficultés (voir Percée de Sedan).
Pendant l'été de 1944, la commune a hébergé un des six camps établis en Ardenne belge par la Mission Marathon, pour abriter des aviateurs alliés abattus en territoires occupés. Le camp était situé dans la forêt de Bohan. Placé sous la direction de Hubert Renault, ce camp fut le premier des six à être atteint par l'armée américaine au début du mois de septembre. De nombreux habitants de la région ont apporté leur aide au fonctionnement du camp ainsi qu'à la sécurité et au ravitaillement des aviateurs.

### Histoire moderne

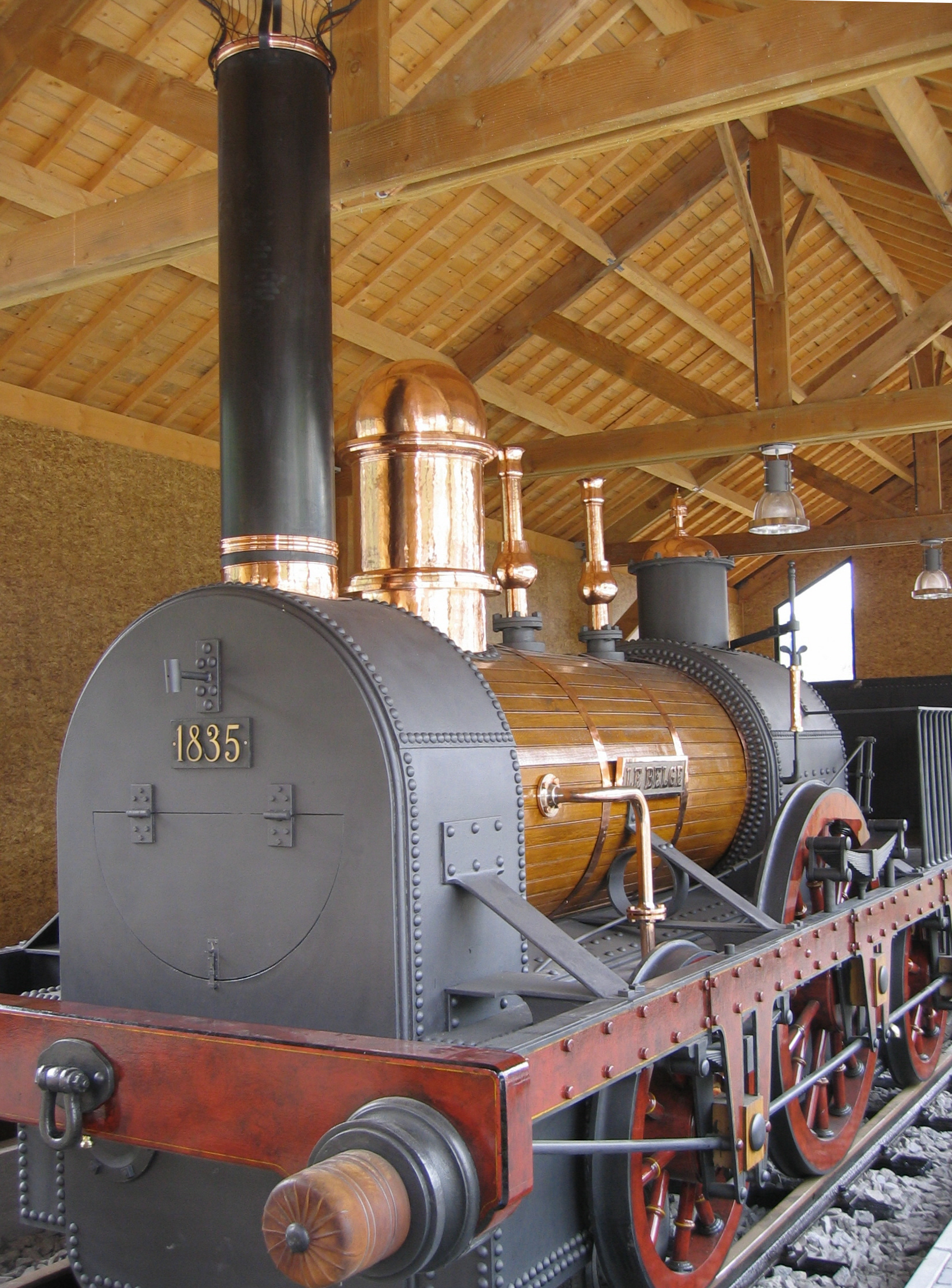
Réplique de la locomotive « Le Belge ».

Ce qui est sûr, c'est que José Chaidron, propriétaire de l'hôtel La Glycine vers 1920, fonda ici l'« école de Vresse », qui allait devenir une référence dans le milieu des peintres paysagistes. L'hôtel à l'imposante façade blanche abrite aujourd'hui l'office du tourisme. Dans le tout nouveau centre culturel, de l'autre côté de la rue, on peut désormais admirer environ deux cents œuvres d'Albert Raty et de Jacques Vanderelst, entre autres. Le style varie autant que la qualité de la collection.
Une réplique en bois de la plus vieille locomotive de Belgique, « Le Belge », sortie des ateliers de John Cockerill en 1835, est exposée dans un petit bâtiment situé près de l'entrée nord de la rue principale du village de Vresse. Des artisans locaux y ont consacré plus de mille heures de travail.
Grâce au relief, la nature est restée inviolée. Les pentes raides se prêtent mal à l'exploitation forestière. Durant la Seconde Guerre mondiale, des résistants à l'occupant nazi trouvèrent même refuge dans ces bois, profitant de leur connaissance du terrain. Vingt camps de maquisards, forts d'une trentaine d'hommes chacun, s'implantèrent ainsi dans la région. Beaucoup d'habitants les ravitaillèrent de manière clandestine.

## Patrimoine et culture

### Patrimoine architectural

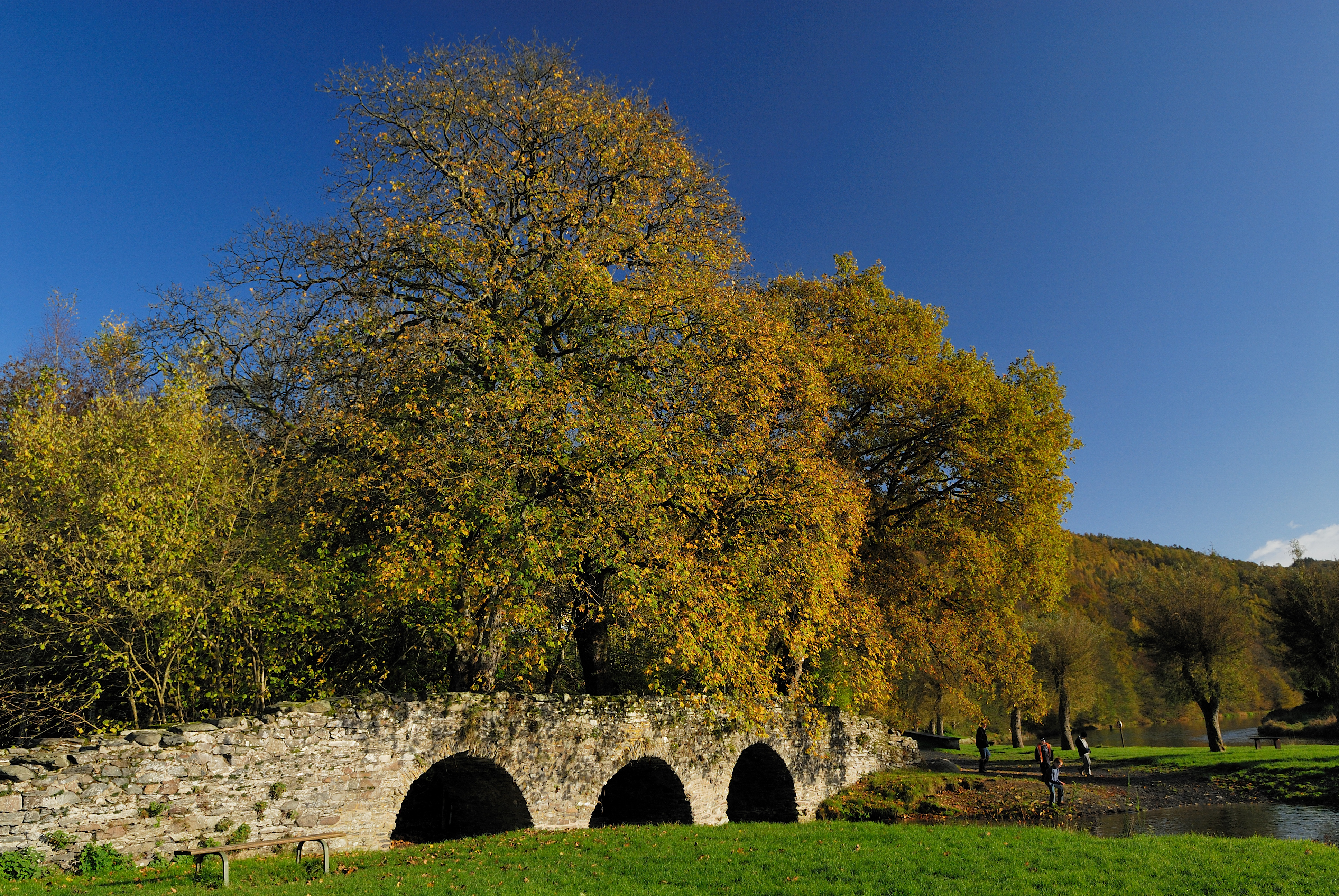
Le pont Saint-Lambert.

#### Pont Saint-Lambert
Le pittoresque pont Saint-Lambert a déjà séduit bon nombre de peintres et de photographes. Selon la légende, le saint l'aurait rétréci pour empêcher sainte Agathe, la sainte patronne du village voisin de Laforêt, de rendre visite à ses paroissiens en calèche.

### Culture

#### Événement

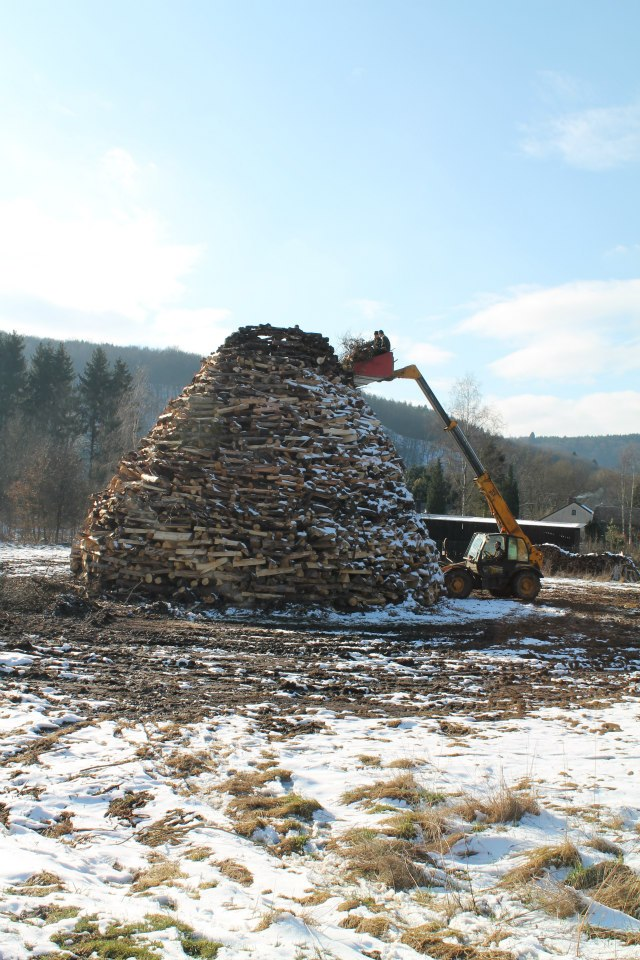
Grand feu de Vresse 2013.

Le village de Vresse est également connu pour son grand feu, considéré comme le plus grand de la Semois, qui se déroule chaque année au mois de mars lors du week-end de l'ouverture officielle de la pêche sur la rivière. Cet événement est depuis quelques années organisé par la jeunesse du village. Le bûcher est réalisé grâce à des troncs et branchages ramassés dans les forêts voisines. Sa taille est bien souvent impressionnante. La signification du grand feu veut qu'on brûle l'hiver pour accueillir le printemps. De plus, une sorcière en papier mâché est placée au-dessus du bûcher pour rappeler les pratiques d'antan.